# الأساورتا
الأساورتا هو اسم يطلق على ذرية عمر أساور بن الفقيه مسعود الذي يصل نسبه إلى على زين العابدين بن الحسين بن علي بن أبي طالب من زوجته فاطمة الزهراء بنت محمد بن عبد الله.

## النسب والقبائل
يعود نسب الأساورة الأساورتا إلى: عمر أساور بن الفقيه مسعود بن عمار لمع بن يوسف بن إبراهيم بن موسى الدمرجد بن سلمان بن قاسم أبو نورين بن عبد الله بن محمد بن سليمان بن اسحاق بن إسماعيل بن موسى الماجدي بن محمد بن يعقوب بن محسن بن محمد بن جعفر بن علي الهادي بن محمد الجواد بن علي الرضا بن موسي الكاظم بن جعفر الصادق بن محمد الباقر بن علي بن زين العابدين علي بن الحسين بن علي بن أبي طالب
قبائل الأساورتا هي: قبيلة فقرتو عري، بيت ليليش، بيت فقيه، عسكري، عساليسان، ارس ابوسا، سر معري، بالإضافة إلى القبائل الأخرى التي تنتسب إلى الاساورتا وترتبط بها اداريا وهي: حسبت عري، ادة، بردوتا، ريزه مرا، حجي ابكر، زين، وهذه القبائل تم تثبيتها في شجرة قبائل الاساورتا

## التاريخ والجغرافيا
تتوارث ذرية عمر أساور نسبها منذ أن هاجر جدهم أرض أجداده في القرن الثامن الميلادي وانتقل إلى شرق أفريقيا مع من رافقه من أولاده، فأصبحت ذريته اليوم قبائل تتعايش مع أعراق متصاهرة ومتعايشة على امتداد المنطقة. توجد ذرية عمر أساور ضمن أربعة بلدان من دول شرق أفريقيا، وتلك الدول هي الإقليم العفري في إثيوبيا وجيبوتي وإريتريا والسودان، بينما يطلق عليها ضمن التسمية الجامع في كل من سلطنة أوسا العفرية وجمهورية جيبوتي باسم العفر، تعرف في كل من إريتريا وشرق جمهورية السودان باسم قبائل أساورتا نسبة إلى جدهم عمر أساور. وكما هو معروف لم تكن الأقطار القائمة اليوم بشكلها الحالي، ألأقاليم التي تكون منها الوطن الإريتري لم يكن قائم قبل القرن العشرين، كان يُدَار كل إقليم بواسطة زعمائه المحليين، فقبائل أساورتا كانت منفردة بحكم إقليمها باسم منطقة أساورتا، فكتبت عنها أقلام قربية عدة عن منطقة أساورتا، لموقع إقليمهم الإستراتيجي والذي تعرض لمحاولات هيمنة أباطرة الحبشة عبر التاريخ، ويقول بهذا الصدد مؤلف كتاب مواطنون إريتريون ألبرتو بوليرا: «اشتهرت قبائل أساورتا في القرن السادس عشر، وكان ذلك التاريخ الفترة التي عقد فيه أحد زعماء أساورتا، وهو الرئيس الأعلى لقبائل أساورتا - إبراهيم طويل - معاهدة مع ملك غندر، ووضع بتلك المعاهدة حداً لفترة للحروب التي كان يشنها حكام الحبشة على منطقة أساورتا، لأن الحروب كانت تتجدد كل ما يتغير حاكم»، فوصف مؤلف كتاب "Abyssinia and Galla country" أساورتا بأنها جمهورية مستقلة لها دستورها ألخاص يلبى حاجة شعب قليل العدد ويحكمها زعمائها المحليين، ومؤلف كتاب "Voyage to Abysinia" الأول كتب عام 1846 بينما الثاني كتب 1809م
هذا الكتاب يتضمن تاريخ هجرة عمر أساور وأسماء من رافقه من أبنائه في هجرته، وحتى وصوله إلى أول محطة نزل فيه الجد عمر أساور وهي منطقة قوبعد العفرية والتي تقع اليوم في جمهورية جيبوتي وبإجماع حفظة تاريخ من ذريته في كل من قوبعد واريتريا والسودان انتقل أحد من أبنائه وهو عمر أساور ألأصغر إلى اريتريا لظروف وأسباب سيجده القارئ الكريم في ثنايا الكتاب وعرفت ذريته بقبائل أساورتا في اريتريا والسودان بينما في أقاليم العفرية تسمى عفر ضمن قبائل عفر.
كما يتناول الكتاب بعض من أبرز نضالات قبائل أساورتا مما اختزنته ذاكرة حفظة تاريخ بجانب ما كتبته أقلام شخصيات اريترية والغربية أذكر منها السيد ميكائيل حسما وألأنجليزى هنرى سولتHenerySalt وPlowdenWalter وألأيطالى Alberto Bollera والإنجليزي S.F. Naidelوغيرهم، تضمنت تلك الكتابات الغربية وحددت أول موطن لهم قبل أن تنتشر ذريته في الأقاليم مختلفة وأيضا يتناول نوع نظام حكم أساورتا لإدارة بلادهم،
لقد كتب عدد من الغربيين عن كيان أساورتا وصفت بعضها بأنه كان نظام ديمقراطي حسب مصطلح العصر، مستقل لا تابع لدولة المسيحية في الهضبة ولا الدولة الإسلامية، بينما مؤلف كتاب رأس أللولا وهوMr HAGGAI ERLICH والذي كرس لإظهار بطولات رأس ألوللا في كتاباته على أن موطن أساورتا كان ملجأ لمعارضي حكم رأس أللولا من الأثيوبيين والإريتريين من سكان الأقاليم الثلاثة مما يؤكد بسط سيطرة أساورتا في أقاليمهم بلا منازع لقرون مضت.